# Mainhardt
Mainhardt es un municipio alemán perteneciente al distrito de Schwäbisch Hall de Baden-Wurtemberg.

## Localización
Se ubica en el extremo occidental del distrito y su término municipal limita con los distritos vecinos de Hohenlohe, Heilbronn y Rems-Murr. La localidad se ubica unos 10 km al oeste de la capital distrital Schwäbisch Hall, en el cruce de la carretera 14 que lleva a Stuttgart con la carretera 39 que lleva a Heilbronn.

## Historia
La localidad fue habitada inicialmente en el siglo II como un castrum del Limes Germanicus del Imperio romano, estando habitada la fortificación en sus primeros años por una cohorte asturiana (Cohors I Asturum equitata) que había sido movilizada desde el Neckar. Los romanos abandonaron la fortificación original a mediados del siglo III y no se volvió a tener constancia de un lugar habitado aquí hasta la Edad Media.
La actual localidad se menciona por primera vez en el año 1027, en un documento de Conrado II. En la Edad Media estuvo en manos de varias familias nobles, como la Casa de Habsburgo, los señores de Löwenstein y la Casa de Hohenlohe. Esta última casa noble adquirió el área de forma estable en 1416, haciendo que la localidad se incluyera en Hohenlohe-Bartenstein hasta su mediatización al reino de Wurtemberg en 1806.
El municipio aumentó su término municipal con la incorporación de los antiguos municipios de Ammertsweiler en 1971, Geißelhardt y Bubenorbis en 1972 (aunque una parte del antiguo término de Geißelhardt se cedió a Pfedelbach en 1973) y Hütten en 1974.

## Demografía
A 31 de diciembre de 2017 tiene 5967 habitantes.